# Cyborg She
Cyborg She (japanisch 僕の彼女はサイボーグ Boku no Kanojo wa Saibōgu, deutsch ‚Meine Freundin ist ein Cyborg‘) ist ein japanischer Science-Fiction-Film von Kwak Jae-yong.

## Handlung
Es ist der 22. November 2007. Jiro Kitamura verbringt seinen 20. Geburtstag allein. Als er sich in einem Einkaufszentrum ein Geburtstagsgeschenk kauft, bekommt er die Aufmerksamkeit eines „süßen Mädchens“ und sie lächelt ihn überraschend an. Danach stiehlt sie erfolgreich ein Paar Kleider, was Jiro bemerkt, aber er ignoriert es, als sie vor ihm davonläuft und er von ihrer Schönheit abgelenkt wird. Das geheimnisvolle Mädchen, das an ihm interessiert zu sein scheint, folgt ihm in ein Restaurant, wo er auf Anraten seiner Großmutter Spaghetti isst (später offenbart, dass seine Mutter ihn im Alter geboren hat) für ein längeres und friedliches Leben. Sie erscheint plötzlich und setzt sich zu ihm, um zu erklären, dass es auch „ihr Geburtstag“ ist. Die zwei tauschen dann Geburtstagsgeschenke aus. Das Mädchen, das an alles nicht mehr gewöhnt ist, verhält sich sehr mutig und eilt plötzlich mit Jiro aus dem Restaurant, ohne die Rechnung zu bezahlen, was den Manager provoziert, die beiden durch Tokio zu jagen. Als er Zeit mit dem Mädchen verbringt, wird Jiro von ihr bezaubert. Aber nach ein paar Stunden besteht das Mädchen darauf, dass sie gehen muss, und geht mit einem tränenreichen „Auf Wiedersehen“.
Die Geschichte springt dann auf ein Jahr später, als Jiro wieder im gleichen Restaurant seinen Geburtstag feiert. Plötzlich erscheint das gleich aussehende Mädchen vor ihm. Jiros älteres Selbst aus 65 Jahren in der Zukunft hatte dieses Mädchen geschickt, um ihn vor einem katastrophalen Schicksal zu bewahren. Sie war eigentlich ein Cyborg, nach dem Mädchen modelliert, das er 2007 ein Jahr zuvor kennengelernt hatte. Während er sich in ihrer Gegenwart freut, wird das Restaurant plötzlich von einem Scharfschützen angegriffen, doch sie rettet ihn und die anderen Gäste, indem sie den Schützen aus dem Fenster wirft. Trotz ihrer „süßen“ äußeren Erscheinung ist sie unglaublich stark und verhält sich untypisch. Später, in Jiros Haus, zeigt sie ihre wahre Identität, indem sie ihm eine 3D-Projektion eines Videos zeigt, in dem ein älterer Jiro aus der Zukunft ihn vor einer bevorstehenden Katastrophe warnt. Der alte Jiro sagte ihm, dass das Schießen im Restaurant ihn lebenslänglich lähmte. Ein Lottoschein, den er zuvor gekauft hatte, war jedoch ein Glücksfall für ihn. Er verbrachte all seine Zeit und sein Geld mit einer Sache: Er schuf das Cyborg-Mädchen, um sein altes Selbst vor etwa 60 Jahren zu retten. Jetzt hat er die Geschichte seiner Zeitlinie neu erstellt, indem er sie geschickt hat. Dies sollte nicht passieren, aber die Dinge würden sich korrigieren, indem sie sich auf die richtige Dimension neu kalibrieren. In kurzer Zeit wird sie Jiros Beschützerin und eine treue Freundin und beide teilen wundervolle Momente. Sie rettet auch viele andere Leben vor tragischen Todesfällen, die der alte Jiro bedauert hatte.
Mit der Zeit wird Jiro nicht nur abhängig, sondern verliebt sich auch in sie. Wenn sie jedoch seine Gefühle nicht erwidern kann, wird er irritiert und verbietet ihr, ihn zu sehen, außer sie kann es tun. Er beginnt dies zu bereuen, besonders wenn sich herausstellt, dass sie ihm immer noch hilft, während er außer Sichtweite bleibt. Bald kommt eine weitere Katastrophe: Ein riesiges Erdbeben verwüstet Tokyo völlig. Als sein Wohnblock zusammenbricht, scheint sie ihm zu helfen, aber selbst ihre übermenschliche Stärke reicht nicht aus, um ihn zu retten. Nachdem sie Jiro erzählt hat, dass sie nun seine Gefühle versteht, wird sie zerstört, während sie ihn rettet. Später, verzweifelt, findet Jiro ihren Körper und verbringt die nächsten 61 Jahre damit, sie wieder aufzubauen. Es gelingt ihm schließlich, stirbt aber kurz danach.
Weiter in der Zukunft (63 Jahre später) im Jahr 2133 wird einem Mädchen von ihrer Freundin erzählt, dass dort ein Cyborg ausgestellt ist, der genau wie sie aussieht. Sie ist neugierig und kauft den inzwischen verstorbenen Cyborg, um die auf ihrer Festplatte gespeicherten Erinnerungen zu erleben. Fasziniert entschließt sie sich, ihren Wunsch zu erfüllen, in die Vergangenheit zurückzukehren, um Jiro zu treffen. Sie ist das eigentliche Mädchen, das Jiro an seinem 20. Geburtstag (22. November 2007) getroffen hat, weil sie ihn vor dem Cyborg treffen wollte. Nach den Ereignissen der Geschichte kommt sie wieder zu dem Zeitpunkt, als Jiro über den zerstörten Körper des Cyborgs weint. Sie sagt dann: „Ich kann sein Herz fühlen“, und beschließt, von da an mit Jiro zu leben und sein Schicksal erneut zu ändern.

## Rezeption
„Mischung aus Romanze, Science-Fiction-Komödie und ein wenig Action, die zunächst recht spaßig unterhält, dann aber zunehmend Redundanzen und überflüssige Erklärungsansätze produziert.“